# Zvjezdan Misimović
Zvjezdan Misimović (født 5. juni 1982 i München, Vesttyskland) er en tyskfødt bosnisk pensioneret fodboldspiller, der spillede som midtbanespiller for bl.a. VfL Wolfsburg, FC Bayern München, Galatasaray SK og FC Nürnberg.
Med Bayern München vandt Misimović i 2003 både det tyske mesterskab og DFB-Pokaltitlen, mens han med VfL Wolfsburg blev mester i 2009. Titlerne hos Bayern blev dog vundet som reserve, mens han spillede en vigtig rolle i Wolfsburgs mesterskab.
Misimović offentliggjorde i marts 2015, at han valgte at indstille sin professionelle fodboldkarriere. 

## Landshold
Misimović står noteret for 84 kampe og 25 scoringer for Bosnien-Hercegovinas landshold, som han debuterede for i 2004. Disse tal gør ham til den bosniske fodboldspiller med flest kampe for landsholdet, mens han samtidig er den spiller med næstflest scoringer. I løbet af de 10 år han repræsenterede sit land, medvirkede han kun i en slutrunde, hvilket var VM i Brasilien i 2014. 
Han sluttede sin landsholdskarriere kort tid inden at han stoppede karrieren, nemlig i august 2014.

## Titler
Bundesligaen
- 2003 med Bayern München
- 2009 med VfL Wolfsburg

DFB-Pokal
- 2003 med Bayern München